# Bogdan Dzięcioł
Bogdan Dzięcioł (ur. 28 maja 1928 w Sławkowie, zm. 23 marca 2025) – polski prawnik, doktor habilitowany nauk wojskowych, pułkownik ludowego Wojska Polskiego w stanie spoczynku, emerytowany prezes Sądu Najwyższego i adwokat, członek Górnośląskiego Towarzystwa Literackiego. Nieprawomocnie skazany za sądową zbrodnię komunistyczną.

## Życiorys
W latach 1945–1948 był członkiem ZWM, ZMP w latach 1948–1952, PPR od 1947 roku, i PZPR od 1948 roku.
Służbę wojskową rozpoczął w 1948 roku, jako słuchacz Batalionu Akademickiego w Łodzi i Fakultetu Wojskowego we Wrocławiu. W lipcu 1950 roku, po ukończeniu drugiego roku studiów prawniczych został skierowany, w stopniu kaprala, do sądu wojskowego w Łodzi na stanowisko asesora bez prawa przewodniczenia na rozprawach. Wykonywał obowiązki protokolanta i w sytuacjach awaryjnych wykorzystywany był jako ławnik. 
W styczniu 1952 roku przeniesiony został do Sądu Wojsk Lotniczych w Warszawie. W tymże roku ukończył studia na Uniwersytecie Łódzkim, uzyskał tytuł magistra prawa i mianowany został sędzią. Rok później awansowano go do stopnia oficerskiego i przeniesiono do Wrocławia na stanowisko szefa Sądu 2 Korpusu Zmechanizowanego. W sierpniu 1955 roku Dzięcioł – już jako kapitan – skierowany został na dalsze studia na Fakultecie Prawa Wojskowej Akademii Prawniczej w Moskwie, którą ukończył w grudniu 1956 roku.
Orzekał ponownie w Sądzie Wojsk Lotniczych do marca 1958 roku. Po reorganizacji został przeniesiony do Olsztyna na stanowisko zastępcy szefa Wojskowego Sądu Garnizonowego, a w styczniu 1960 roku na szefa sądu, również garnizonowego, do Zielonej Góry. Do Warszawy powrócił w lipcu 1966 roku, obejmując stanowisko szefa Sądu Warszawskiego Okręgu Wojskowego.
Po pięciu latach, w lipcu 1971 roku, został powołany na stanowisko sędziego Sądu Najwyższego, z równoczesnym powierzeniem mu obowiązków zastępcy prezesa Izby Wojskowej SN do spraw orzecznictwa, a w listopadzie tegoż roku prezesa Izby (w randze wiceministra). 7 listopada 1975 roku został przeniesiony na formalnie równorzędne stanowisko prezesa Sądu Najwyższego kierującego pracami Izby Karnej. Tu przepracował 16 lat, do kwietnia 1991. W 1991 przeszedł w stan spoczynku.
Do historii przeszły jego słowa wypowiedziane na jednym z partyjnych posiedzeń w okresie stanu wojennego gdzie tłumaczył (jako sędzia Sądu Najwyższego), że:

Wiele jest sposobów doskonalenia orzecznictwa sądowego, ale (...) stara prawda głosi (my sędziowie to pamiętamy), że właściwa polityka kadrowa stanowi istotną gwarancję prawidłowości orzecznictwa i pełnej niezawisłości sędziowskiej. Wniosek z tego konkretny: sędzia, który świadomie nie realizuje linii partii i nie przestrzega obowiązującego prawa (w tym dekretów stanu wojennego), winien być niezwłocznie odwołany.

Doktor nauk humanistycznych od 1975, doktor habilitowany nauk wojskowych od 1986.  
W dniu 19 marca 2024 został nieprawomocnie skazany przez Wojskowy Sąd Okręgowy w Warszawie na karę 5 lat pozbawienia wolności i 5 lat pozbawienia praw publicznych w związku ze zbrodnią komunistyczną popełnioną przez niego w 1952 roku (skazanie ppor. Edwarda Pytko na karę śmierci). Zmarł przed przed rozprawą apelacyjną, zarządzoną na 16 kwietnia 2025. W związku z tym, Sąd Najwyższy uchylił wyrok WSO i umorzył postępowanie. 

## Monografie, studia, artykuły.
- Działalność służby sprawiedliwości w latach 1945–1955. Praca zbiorowa. Monografia przygotowana przez Wojskowy Instytut Historyczny.
- Służba sprawiedliwości 1 Armii WP. Monografia przygotowana przez Wojskowy Instytut Historyczny.
- Świadomość prawna i wzrost kultury społecznej obywateli. Żołnierz Wolności nr 131, 1972 r.
- Sąd i prokuratura w wojsku. Gazeta Sądowa nr 19, 1973 r.
- Obrońcy wojskowi. Palestra nr 11 1973 r.
- Sądownictwo wojskowe /rys. historyczny/. Biuletyn Wojskowy nr 18/211 1974 r.
- Jubileusz Izby Wojskowej Sądu Najwyższego. Prawo i Życie nr 37 1974 r.
- Wojskowy Sąd Marynarki. Bandera nr 2, 1974 r.
- W 30-lecie zwycięstwa nad faszyzmem. Wojskowy przegląd Prawniczy nr 2, 1975 r.
- Strzec społecznego mienia. Prawo i życie nr 41, 1975 r.
- Wojskowe sądy polowe. Gazeta prawnicza nr 20, 1976 r.
- Sąd Najwyższy na straży interesów państwa i praw obywateli. Materiały z sesji naukowej. Praca zbiorowa. Wydawnictwo Prawnicze. Warszawa, 1976 r.
- Sądownictwo wojenne. Wojskowy Przegląd Prawniczy nr 4, 1977 r.
- Centralne organy służby sprawiedliwości. Wojskowy Przegląd Prawniczy nr 4, 1977 r.
- Jak karać! ITD. nr 39, 1979 r.
- Społeczna efektywność orzecznictwa. Gazeta Prawnicza nr 10, 1979 r.
- Sąd Polowy 1 Korpusu PSZ w ZSRR. Organizacja i dział. Wojskowy Przegląd Prawniczy nr 1, 1980 r.
- Sąd Polowy 1 Korpusu PSZ w ZSRR. Część II. Wojskowy Przegląd Prawniczy nr 2, 1980 r.
- Z dziejów służby sprawiedliwości lotnictwa polskiego. Przegląd Wojsk Lotniczych i Wojsk Obrony Powietrznej Kraju nr 19, 1980 r.
- Zapomniane akty prawne. Gazeta prawnicza nr 13. 1983 r.
- Sąd Pomorskiego okręgu Wojskowego w pierwszym okresie działalności. Część I. Wojskowy Przegląd Prawnicy nr 4, 1983 r.
- Sąd Pomorskiego okręgu Wojskowego w pierwszym okresie działalności. Część II. Działalność orzecznicza, profilaktyczna i szkoleniowa. Wojskowy Przegląd Prawniczy nr 3, 1984
- Najwyższy Sąd Wojskowy w okresie działalności PKWN. Wojskowy Przegląd Prawniczy nr 4, 1984 r.
- Historyczny rozwój Sądu Najwyższego jako naczelnego organu sądowego. /praca zbiorowa/.  Nowe Prawo nr 11–12, 1984 r.
- Sądownictwo wojskowe w okresie działalności PKWN. Zeszyty naukowe Akademii Spraw Wewnętrznych nr 36, 1984 r.
- Działalność Sądu Polowego 1 Dywizji Piechoty. Wojskowy Przegląd Historyczny.
- Sprawozdanie z sesji czterdziestolecia Sądu Najwyższego. Nowe Prawo nr 5, 1985 r.
- Sąd Wojenny Korpusu Bezpieczeństwa Wewnętrznego. Zeszyty Naukowe Akademii Bezpieczeństwa Wewnętrznego nr 41, 1985 r.
- Sąd Polowy 2 Dywizji Piechoty. Przegląd Wojsk Lądowych nr 12, 1985 r.
- Działalność Najwyższego Sądu Wojskowego w 1945 r. Wojskowy Przegląd Prawniczy nr 1, 1986 r.
- Wojskowe zakłady karne w latach 1944–1945. Przegląd Penitencjarny i Kryminologiczny nr 14–15, 1989–1990 r.
- Sądy Wojenne LWP w latach 1943–1945. Kombatant nr 11, 1991 r.
- Sąd wojenny Korpusu Bezpieczeństwa Wewnętrznego, Zeszyty Naukowe ASW, 1985, nr 41, s. 90–103.
- Wojskowe zakłady karne w latach 1944–1945, Przegląd Penitencjarny i Kryminologiczny 1989–1990, nr 14–15, s. 106–113.

## Książki
- Współpraca służby sprawiedliwości Wojska Polskiego z organami dochodzeniowo-śledczymi bezpieczeństwa publicznego i milicji obywatelskiej (1944-1945), Akademia Spraw Wewnętrznych, Warszawa 1988
- Sądy polowe w armii Berlinga, 2000.
- Sądy wojskowe Polski Lubelskiej (lipiec–grudzień 1944), Warszawa: Wydaw. Historyczne, 2001.
- Sądownictwo wojenne w czasie walk frontowych, 2001.
- Sądy wojenne po zakończeniu działań zbrojnych na froncie, 2002
- Palamona, 2003.
- Kamraci, 2004.
- Wykazy nazwisk osób skazanych na karę śmierci przez sądy wojskowe w latach 1946-1955, 2004.
- Sławkowianie. Legenda, 2005.
- Sławkowianie. Od legendy do historii, 2006.
- Sławkowianie. Czescy pobratymcy, 2007.
- Sławkowianie. Piekoszewscy, Dzięciołowie, 2008.
- Sławkowianie. U schyłku dynastii, 2009
- Sławkowianie. Burgrabia, 2010
- Sławkowianie. Cena sukcesu, 2012

## Wybrane odznaczenia
- Krzyż Komandorski Orderu Odrodzenia Polski (1973)[7]
- Order Sztandaru Pracy I klasy
- Order Sztandaru Pracy II klasy
- Krzyż Oficerski Orderu Odrodzenia Polski
- Krzyż Kawalerski Orderu Odrodzenia Polski
- Złoty Krzyż Zasługi
- Medal 30-lecia Polski Ludowej
- Medal 40-lecia Polski Ludowej
- Złoty Medal „Siły Zbrojne w Służbie Ojczyzny”
- Srebrny Medal „Siły Zbrojne w Służbie Ojczyzny”
- Brązowy Medal „Siły Zbrojne w Służbie Ojczyzny”
- Srebrny Medal „Za zasługi dla obronności kraju”
- Brązowy medal „Za Zasługi dla Obronności Kraju”
- Złota Odznaka "Zasłużonego Działacza Zrzeszenia Prawników Polskich (1973)[8]
- Złota odznaka honorowa „Za Zasługi dla Warszawy” (1971)[9]
- Złota odznaka „Za zasługi dla województwa warszawskiego”
- Medal pamiątkowy „Za zasługi dla Warszawskiego Okręgu Wojskowego”